# E.M. Forster

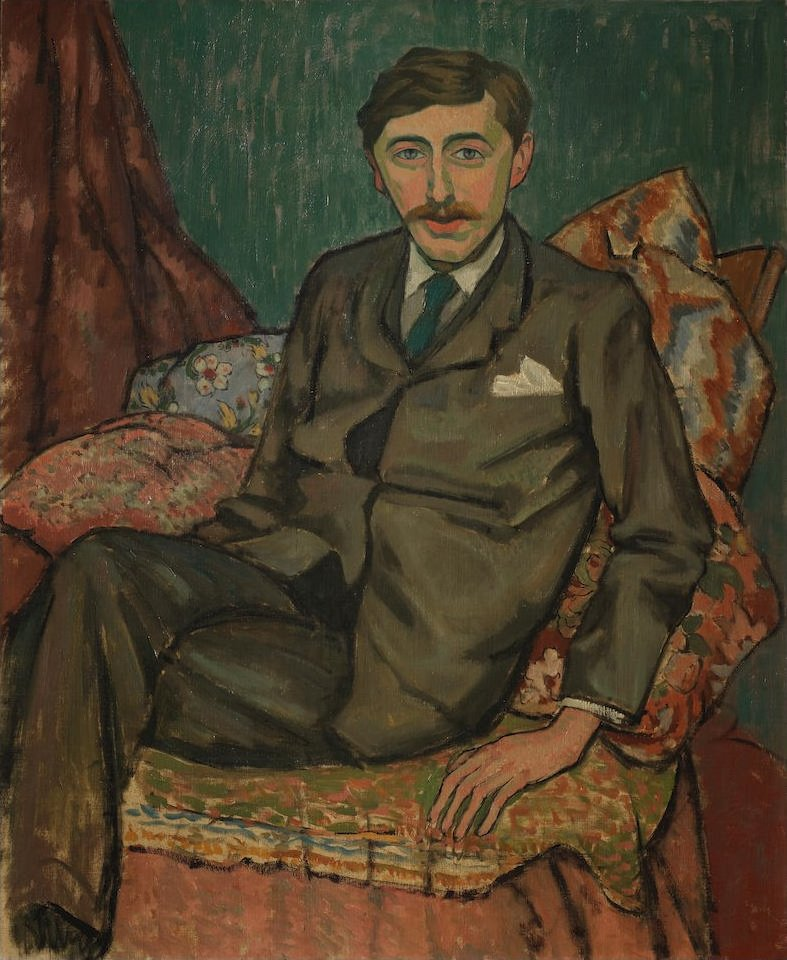
Portret Forstera autorstwa Rogera Fry (1911)

E.M. Forster, właśc. Edward Morgan Forster (ur. 1 stycznia 1879 w Londynie, zm. 7 czerwca 1970 w Coventry) – angielski prozaik, eseista i krytyk literacki. Tworzył także dzieła fantastyczne.

## Życiorys
Urodził się w Londynie, jako jedyne dziecko architekta, Edwarda Morgana Llewellyna Forstera i Anny Clary Wichelo Forster. Ojciec zmarł na gruźlicę, gdy Edward miał niecałe dwa lata. Wychowały go matka oraz ciotka, z którymi mieszkał także przez większość swego dorosłego życia. Dzieciństwo spędził w posiadłości Rooks Nest House w Stevenage w hrabstwie Hertfordshire, które stało się wzorem dla tytułowej posiadłości w powieści Howards End. Odziedziczył po ciotce ze strony ojca duży spadek (8 tys. £), co zapewniło mu środki utrzymania i pozwoliło na karierę pisarską.
Uczęszczał do Tonbridge School. Od 1897 do 1901 studiował w King’s College w Cambridge, gdzie był członkiem elitarnego stowarzyszenia Apostles. W trakcie studiów poznał także niektórych późniejszych członków Grupy Bloomsbury. Po ukończeniu studiów odbył ze swoją matką podróż po Włoszech i Grecji. Wkrótce po powrocie zaczął pisać eseje i opowiadania do liberalnego „Independent Review”.

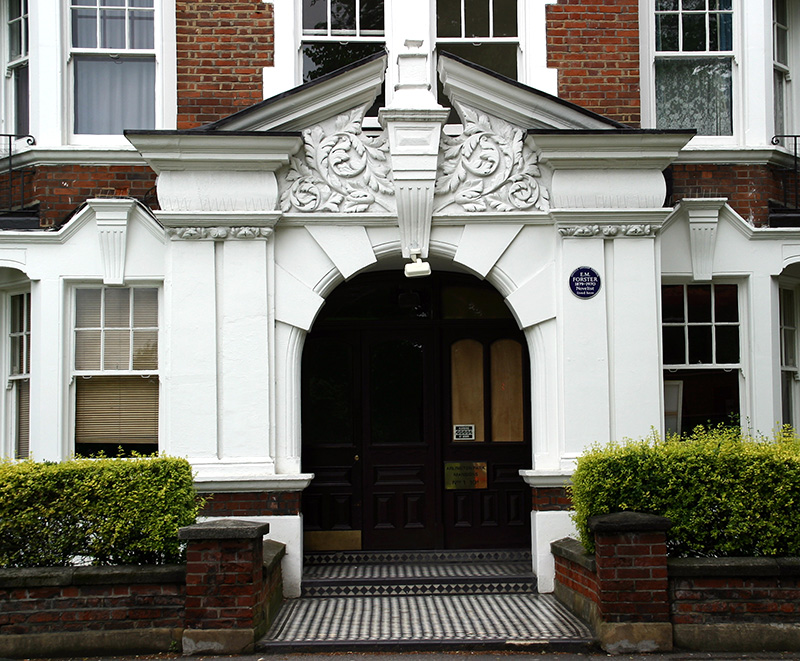
Dom w którym mieszkał w latach 1939-1961 przy 1-10 Arlington Park Mansions w Londynie

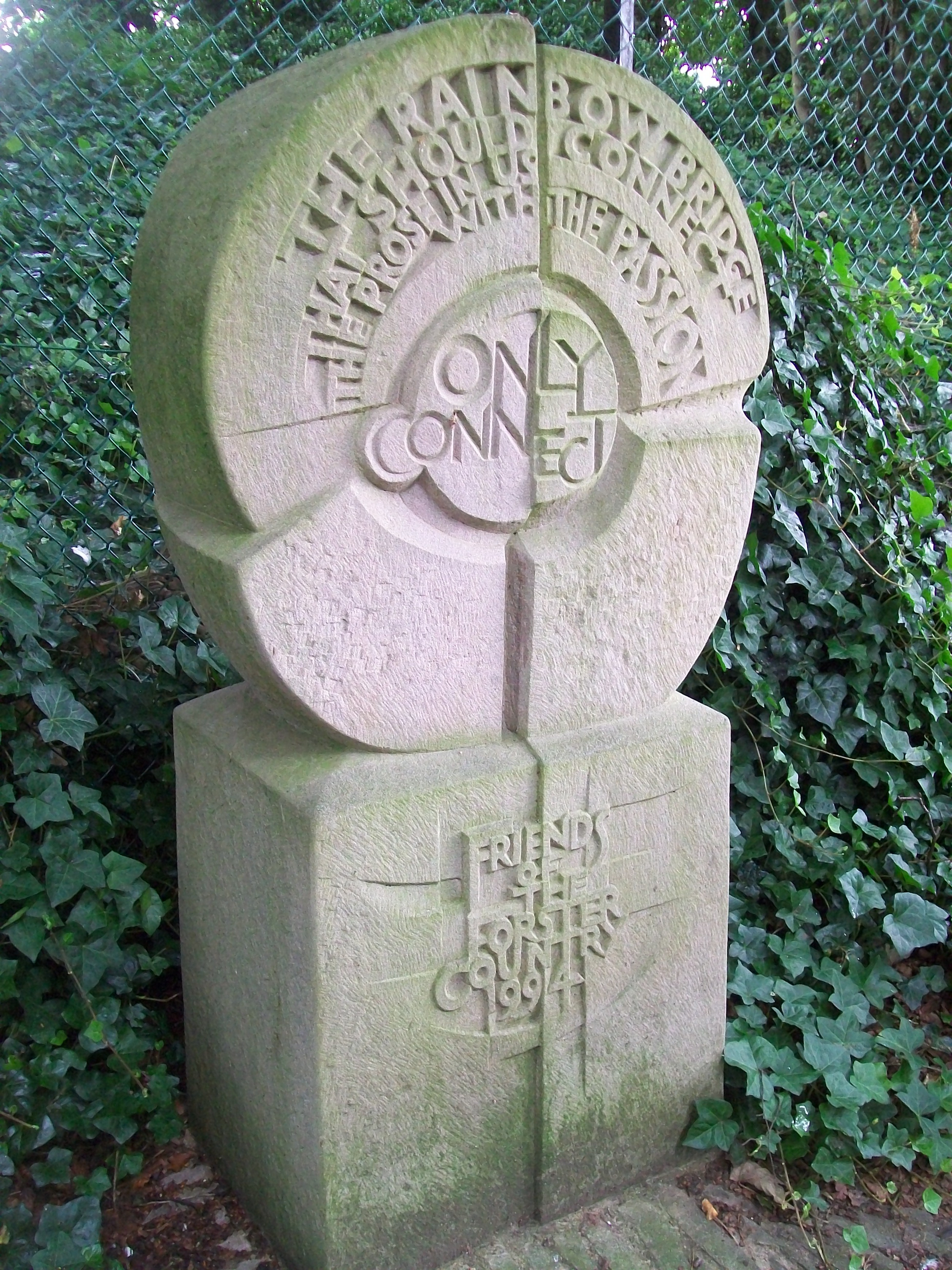
Pomnik pamięci Forstera na tyłach kościoła św. Mikołaja w Stevenage

W roku 1905 spędził kilka miesięcy w majątku hrabiny Elizabeth von Arnim jako nauczyciel domowy czwórki jej dzieci. W tym samym roku ukazała się jego pierwsza powieść Where Angels Fear To Tread. Przez następny rok wygłosił cykl wykładów o włoskiej sztuce i historii na Cambridge Local Lectures Board.
Kolejno w roku 1907 i 1908 ukazały się dwie następne powieści The Longest Journey oraz, oparty częściowo na wspomnieniach i doświadczeniach z podróży do Włoch, Pokój z widokiem (ang. A Room With A View). W roku 1910 wydana została jedna z jego bardziej znanych powieści, Howards End. Na przełomie 1913 i 1914 powstała pierwsza wersja Maurycego (ang. Maurice), której ze względu na wątek homoerotyczny Forster zdecydował się nie publikować. Powieść została opublikowana dopiero pośmiertnie w 1971 roku, podobnie jak zbiór opowiadań o podobnej tematyce The Life to Come (1972).
Lata 1912–1913 spędził w Indiach, pracując dla londyńskiej National Gallery. Po wybuchu I wojny światowej wstąpił do Czerwonego Krzyża i służył w Egipcie. W roku 1921 wrócił do Indii, by pracować jako osobisty sekretarz maharadży w Dewas.
W Indiach toczy się akcja ostatniej powieści Forstera, Droga do Indii (ang. A Passage To India, 1924), która uchodzi za najlepszą w dorobku autora. W późniejszym okresie pisał jedynie biografie, eseje, krytyki i opowiadania.
Od 1925 do śmierci matki (w wieku 90 lat) w 1945 Forster mieszkał z nią w domu West Hackhurst w miejscowości Abinger Hammer, w hrabstwie Surrey.
W 1927 jako jedna z pierwszych osób użył terminu fantasy w kontekście utworów literackich czerpiących z baśni, na polu refleksji genologicznej. W Aspects of Novel uzupełnił klasyczny podział gatunków powieści o prophecy i fantasy właśnie, uznając tę drugą jako tekst implikujący pierwiastek nadprzyrodzony, ale nie muszący go wyrażać.
W latach 30. i 40. Forster stał się osobą publiczną. Opowiadał się za indywidualną wolnością oraz sprzeciwiał się cenzurze, pisząc artykuły, zasiadając w komitetach i podpisując listy. W czasie II wojny światowej występował z antynazistowskimi pogadankami w radiu BBC.
Był aktywnym członkiem PEN-Clubu, a w 1934 został pierwszym przewodniczącym National Council for Civil Liberties. W 1937 został odznaczony Medalem Bensona dla zasłużonych na polu literatury. W 1942 został przewodniczącym National Council for Civil Liberties. W 1945 został honorowym członkiem King’s College, gdzie też mieszkał aż do śmierci w 1970. W 1949 jako zagorzały demokrata Forster odmówił przyjęcia tytułu szlacheckiego. W 1953 został nominowany do orderu Companions of Honour, który ostatecznie przyjął w 1969. W latach 1945–1966 był dwudziestokrotnie (w 16 latach) nominowany do Nagrody Nobla w dziedzinie literatury.
W swej twórczości koncentrował się na wzajemnym oddziaływaniu jednostek i na konflikcie między normami a instynktami.
Był homoseksualistą.

## Twórczość
- Tam, gdzie nie chadzają anioły (Where Angels Fear to Tread, powieść, 1905)
- The Longest Journey (powieść, 1907)
- Pokój z widokiem (A Room With a View, powieść, 1908; wyd. pol. 1992)
- Maszyna staje (The Machine Stops, opowiadanie, 1909)
- Howards End (powieść, 1910; wyd. pol. 1977 jako Domostwo pani Wilcox, potem także Powrót do Howards End)
- „The Celestial Omnibus and other Stories” (1911), „The Story of the Siren” (1920) i „The Eternal Moment” (1928), opowiadania
- Droga do Indii (A Passage to India, powieść, 1924; wyd. pol. 1938 jako W słońcu Indyj)
- Aspects of the Novel (1924, studium z zakresu teorii literatury, 1927)
- Maurycy (Maurice, powieść, wydanie pośmiertne 1971; wyd. pol. 1994)

## Ekranizacje
Większość powieści Forstera zostało zekranizowanych: 
- Podróż do Indii, 1984 (reż. David Lean)
- Pokój z widokiem, 1986 (reż. James Ivory)
- Maurycy, 1987 (reż. James Ivory)
- Tam, gdzie nie chadzają anioły, 1991 (reż. Charles Sturridge)[8]
- Powrót do Howards End, 1992 (reż. James Ivory)